# Agabus klamathensis
Agabus klamathensis is een keversoort uit de familie waterroofkevers (Dytiscidae). De wetenschappelijke naam van de soort is voor het eerst geldig gepubliceerd in 1989 door Larson & Leech.